# ان‌جی‌سی ۲۷۶۸
ان‌جی‌سی ۲۷۶۸ (انگلیسی: NGC 2768) نام یک کهکشان عدسی در صورت فلکی خرس بزرگ است.